# Павло Скала
Павло Скала (чеськ. Pavel Skála, 1583 —†1640) — чеський церковний історик, учасник повстання проти Габсбургів.

## Життєпис
Походив з родини бюргерів. Був сином Адама Скали, провінційного чиновника. Народився у Празі у 1583 році. Навчався у Празькому та Віттенберзькому університетах. Деякий час подорожував Європою. У 1604 році одружився з представницею впливової бюргерської родини міста Жатець. У 1610 році увійшов до місцевої ради. У 1618 році перебирається до Праги.
У Празі зумів влаштуватися до уряду Фрідріха Пфальцького, якого було обрано королем Богемії. Брав участьу повстанні проти Габсбургів. після його поразки у 1620 році перебрався до Німеччини. У 1623 році оселився у місті Фрайбург у Саксонії. Тут перебував до самої смерті у 1640 році.

## Творчість
Був автором праці «Церковна історія», яка написана чеською мовою з протестантських позицій. Вона цікаве описом подій, що передували битві біля Білої гори (між католиками та протестантами), свідком яких був автор. Оповідання доведено до 1623 року.